# Рискул
Риску́л (каз. Рысқұл) — село у складі Тюлькубаського району Туркестанської області Казахстану. Входить до складу Жаскешуського сільського округу.
До 1993 року село називалось Жданово.
Населення — 957 осіб (2021; 999 у 2009, 951 у 1999, 906 у 1989).